# Vitis vulpina
Pour l’article homonyme, voir Vigne des rivages (homonymie).
Espèce
Classification APG III (2009)
Vitis vulpina, la vigne des rivages, est une espèce de plantes appartenant à la famille des Vitaceae.

## Synonymes
- Vitis cordifolia Michx.
- Vitis riparia Michx[1].

## Distribution
Originaire de l'est de l'Amérique du Nord, elle est naturalisée en région méditerranéenne où elle s'hybride avec la vigne sauvage (Vitis vinifera subsp. sylvestris).

## Utilisations
- Elle fut utilisée comme porte-greffe pour sa résistance au phylloxera[1].
- On l'utilise également comme plante grimpante ornementale et ses fruits servent à faire des gelées en Amérique du Nord[1].